# Верхня Талиця (Воткінський район)
Верхня Та́лиця (рос. Верхняя Талица) — присілок у Воткінському районі Удмуртії, Росія.
Населення становить 861 особа (2010, 777 у 2002).
Національний склад (2002):
- удмурти — 49 %
- росіяни — 48 %

Урбаноніми:
- вулиці — 40 років Перемоги, Будівників, Жовтнева, Західна, Зелена, Колгоспна, Комсомольська, Механізаторів, Нова, Польова, Праці, Центральна, Шкільна